# Partia Socjalistyczna (Argentyna)
Partia Socjalistyczna (hiszp. Partido Socialista, PS) – partia polityczna w Argentynie.

## Historia
Powstała w 2002 roku w wyniku zjednoczenia Partii Socjaldemokratycznej i Ludowej Partii Socjalistycznej.
W wyborach prezydenckich w 2011 roku kandydat partii Hermes Binner uzyskał 16,8% głosów.